# بیل سمپی
بیل سمپی (انگلیسی: Bill Sampy; ۲۲ ژانویهٔ ۱۹۰۱ – 1973 (aged 72)) بازیکن فوتبال اهل بریتانیا بود.
از باشگاه‌هایی که در آن بازی کرده‌است می‌توان به باشگاه فوتبال نلسون، باشگاه فوتبال سوانزی سیتی، و باشگاه فوتبال شفیلد یونایتد اشاره کرد.